# 150a Brigada Mixta (Exèrcit Popular de la República)
La 150a Brigada Mixta va ser una unitat de l'Exèrcit Popular de la República creada durant la Guerra Civil Espanyola. Situada en el front de Madrid, no va tenir un paper rellevant al llarg de la contesa.

## Historial
La unitat va ser creada l'11 de juny de 1937 a Madrid amb batallons procedents de les brigades mixtes 7a, 43a, 67a i 75a, rebent inicialment de Brigada Mixta «A». Va rebre la seva numeració definitiva després de la batalla de Brunete, que amb anterioritat havia utilitzat una brigada internacional.
El comandant inicial de la brigada va ser el comandant d'infanteria Ángel Roig Jorquera, que poc temps després seria substituït pel major de milícies Eduardo Zamora Conde. La prefectura d'Estat Major va recaure en el capità de milícies Miguel Soto Añibarro, mentre que Francisco Ortuño era el comissari polític. Durant la contesa la brigada va estar assignada a les divisions 13a i 18a, romanent situada en el tranquil front de Madrid. Al començament de febrer de 1939 es trobava guarnint la carretera de Pozuelo a Torres i el camí de Campo Real a Torres, en el sector de Corpa, situada davant de la 13a Divisió franquista.

## Comandaments
Comandants
- Comandant d'infanteria Ángel Roig Jorquera;
- Major de milícies Eduardo Zamora Conde;
- Major de milícies Vicente Ibars Ronda;

Comissaris
- Óscar Sánchez Gil, del Partit Sindicalista/CNT;[3]